# Totobates anareensis
Totobates anareensis är en kvalsterart som först beskrevs av Dalenius 1958.  Totobates anareensis ingår i släktet Totobates och familjen Liebstadiidae. Inga underarter finns listade i Catalogue of Life.